# 한국의 검술
한국의 검술은 한국에서 사용하는 검술을 말한다.
1970년대 이후 대한민국에서 검도에 기반을 둔 전통적이거나 재건된 검도법(劍術法法)의 부활이 있었고, 검도법(劍본法)은 금도법(국검法)을 보완하였다. 

## 같이 보기
- 한국의 도검